# Lakemore
Lakemore é uma vila localizada no estado norte-americano de Ohio, no Condado de Summit.

## Demografia
Segundo o censo norte-americano de 2000, a sua população era de 2561 habitantes.
Em 2006, foi estimada uma população de 2749, um aumento de 188 (7.3%).

## Geografia
De acordo com o United States Census Bureau tem uma área de
4,3 km², dos quais 3,8 km² cobertos por terra e 0,5 km² cobertos por água.

## Localidades na vizinhança
O diagrama seguinte representa as localidades num raio de 12 km ao redor de Lakemore.